# Ghiacciaio Balish
Il ghiacciaio Balish (in inglese: Balish Glacier) è un ghiacciaio lungo circa 32 km situato sulla costa di Zumberge, nella parte occidentale della Terra di Ellsworth, in Antartide. In particolare, il ghiacciaio, il cui punto più alto si trova a circa 1.400 m s.l.m., si trova nella parte centro-settentrionale della dorsale Patrimonio, nelle Montagne di Ellsworth. Da qui, esso fluisce verso nord a partire dai picchi Soholt e scorrendo lungo il versante orientale della dorsale Dunbar e quello occidentale dei picchi Webers, fino ad unire il proprio flusso a quello del ghiacciaio Splettstoesser dopo essere stato arricchito dal flusso del ghiacciaio Schneider.

## Storia
Il ghiacciaio Balish è stato mappato dallo United States Geological Survey grazie a ricognizioni terrestri dello stesso USGS e a fotografie aeree scattate dalla marina militare statunitense (USN) nel periodo 1961-66 ed è stato poi così battezzato dal Comitato consultivo dei nomi antartici in onore del comandante Daniel Balish, ufficiale esecutivo dello squadrone VX-6 della USN durante l'Operazione Deep Freeze del 1965 e ufficiale in comando in quella del 1967.